# Złoty Glob za najlepszy scenariusz
Złote Globy za najlepszy scenariusz – jedna z nagród przyznawanych corocznie przez Hollywoodzkie Stowarzyszenie Prasy Zagranicznej od 1948 roku.
„†” oznacza zdobywcę Oscara za najlepszy scenariusz oryginalny
„‡” oznacza zdobywcę Oscara za najlepszy scenariusz adaptowany
„§” oznacza zdobywcę Złotego Globa, który nie został nominowany do Oscara

## Lata 40.
| Rok  | Film             | Nominowani        |
| ---- | ---------------- | ----------------- |
| 1947 | Cud na 34. ulicy | George Seaton ‡   |
| 1948 | Poszukiwania     | Richard Schweizer |
| 1949 | Pole bitwy       | Robert Pirosh ‡   |
| 1949 | Bicz z piasku    | Walter Doniger    |

## Lata 50.
| Rok  | Film                       | Nominowani             |
| ---- | -------------------------- | ---------------------- |
| 1950 | Wszystko o Ewie            | Joseph L. Mankiewicz ‡ |
| 1950 | Asfaltowa dżungla          | John Huston            |
| 1950 | Bulwar Zachodzącego Słońca | Charles Brackett       |
| 1951 | Bright Victory             | Robert Buckner §       |
| 1952 | Kryptonim Cicero           | Michael Wilson         |
| 1952 | W samo południe            | Carl Foreman           |
| 1952 | Złodziej                   | Clarence Greene        |
| 1953 | Lili                       | Helen Deutsch          |
| 1954 | Sabrina                    | Ernest Lehman          |

## Lata 60.
| Rok  | Film                                 | Nominowani                                   |
| ---- | ------------------------------------ | -------------------------------------------- |
| 1965 | Doctor Żywago                        | Robert Bolt ‡                                |
| 1965 | Udręka i ekstaza                     | Philip Dunne                                 |
| 1965 | Kolekcjoner                          | John Kohn i Stanley Mann                     |
| 1965 | W cieniu dobrego drzewa              | Guy Green                                    |
| 1965 | Wątła nić                            | Stirling Silliphant                          |
| 1966 | Oto jest głowa zdrajcy               | Robert Bolt ‡                                |
| 1966 | Alfie                                | Bill Naughton                                |
| 1966 | Rosjanie nadchodzą                   | William Rose                                 |
| 1966 | Ziarnka piasku                       | Robert Anderson                              |
| 1966 | Kto się boi Virginii Woolf?          | Ernest Lehman                                |
| 1967 | W upalną noc                         | Stirling Silliphant ‡                        |
| 1967 | Bonnie i Clyde                       | Robert Benton i David Newman                 |
| 1967 | The Fox                              | Lewis John Carlino i Howard Koch             |
| 1967 | Absolwent                            | Buck Henry i Calder Willingham               |
| 1967 | Zgadnij, kto przyjdzie na obiad      | William Rose †                               |
| 1968 | Charly                               | Stirling Silliphant §                        |
| 1968 | Żyd Jakow                            | Dalton Trumbo                                |
| 1968 | Lew w zimie                          | James Goldman ‡                              |
| 1968 | Producenci                           | Mel Brooks †                                 |
| 1968 | Dziecko Rosemary                     | Roman Polański                               |
| 1969 | Anna tysiąca dni                     | Bridget Boland, John Hale i Richard Sokolove |
| 1969 | Butch Cassidy i Sundance Kid         | William Goldman †                            |
| 1969 | Jeśli dziś wtorek, jesteśmy w Belgii | David Shaw                                   |
| 1969 | John i Mary                          | John Mortimer                                |
| 1969 | Nocny kowboj                         | Waldo Salt ‡                                 |

## Lata 70.
| Rok  | Film                                | Nominowani                           |
| ---- | ----------------------------------- | ------------------------------------ |
| 1970 | Love Story                          | Erich Segal                          |
| 1970 | Pięć łatwych utworów                | Carole Eastman i Bob Rafelson        |
| 1970 | Mężowie                             | John Cassavetes                      |
| 1970 | MASH                                | Ring Lardner Jr. ‡                   |
| 1970 | Opowieść wigilijna                  | Leslie Bricusse                      |
| 1971 | Szpital                             | Paddy Chayefsky †                    |
| 1971 | Francuski łącznik                   | Ernest Tidyman ‡                     |
| 1971 | Klute                               | Andy i David P. Lewis                |
| 1971 | Kotch                               | John Paxton                          |
| 1971 | Maria, królowa Szkotów              | John Hale                            |
| 1972 | Ojciec chrzestny                    | Francis Ford Coppola i Mario Puzo ‡  |
| 1972 | Avanti!                             | I.A.L. Diamond i Billy Wilder        |
| 1972 | Kabaret                             | Jay Presson Allen                    |
| 1972 | Uwolnienie                          | James Dickey                         |
| 1972 | Szał                                | Anthony Shaffer                      |
| 1972 | Kid złamane serce                   | Neil Simon                           |
| 1973 | Egzorcysta                          | William Peter Blatty ‡               |
| 1973 | Przepustka dla marynarza            | Darryl Ponicsan                      |
| 1973 | Dzień Szakala                       | Kenneth Ross                         |
| 1973 | Żądło                               | David S. Ward †                      |
| 1973 | Miłość w godzinach nadliczbowych    | Melvin Frank i Jack Rose             |
| 1974 | Chinatown                           | Robert Towne †                       |
| 1974 | Rozmowa                             | Francis Ford Coppola                 |
| 1974 | Ojciec chrzestny II                 | Francis Ford Coppola i Mario Puzo ‡  |
| 1974 | Płonący wieżowiec                   | Stirling Silliphant                  |
| 1974 | Kobieta pod presją                  | John Cassavetes                      |
| 1975 | Lot nad kukułczym gniazdem          | Lawrence Hauben i Bo Goldman ‡       |
| 1975 | Pieskie popołudnie                  | Frank Pierson †                      |
| 1975 | Szczęki                             | Peter Benchley i Carl Gottlieb       |
| 1975 | Nashville                           | Joan Tewkesbury                      |
| 1975 | Promienni chłopcy                   | Neil Simon                           |
| 1976 | Sieć                                | Paddy Chayefsky †                    |
| 1976 | Wszyscy ludzie prezydenta           | William Goldman ‡                    |
| 1976 | Maratończyk                         | William Goldman                      |
| 1976 | Rocky                               | Sylvester Stallone                   |
| 1976 | Taksówkarz                          | Paul Schrader                        |
| 1976 | Przeklęty rejs                      | David Butler i Steve Shagan          |
| 1977 | Dziewczyna na pożegnanie            | Neil Simon                           |
| 1977 | Bliskie spotkania trzeciego stopnia | Steven Spielberg                     |
| 1977 | Annie Hall                          | Woody Allen i Marshall Brickman †    |
| 1977 | Julia                               | Alvin Sargent ‡                      |
| 1977 | Punkt zwrotny                       | Arthur Laurents                      |
| 1978 | Midnight Express                    | Oliver Stone ‡                       |
| 1978 | Powrót do domu                      | Robert C. Jones i Waldo Salt †       |
| 1978 | Łowca jeleni                        | Deric Washburn                       |
| 1978 | Nieczyste zagranie                  | Colin Higgins                        |
| 1978 | Wnętrza                             | Woody Allen                          |
| 1978 | Niezamężna kobieta                  | Paul Mazursky                        |
| 1979 | Sprawa Kramerów                     | Robert Benton ‡                      |
| 1979 | Wystarczy być                       | Jerzy Kosiński                       |
| 1979 | Uciekać                             | Steve Tesich †                       |
| 1979 | Chiński syndrom                     | James Bridges, T.S. Cook i Mike Gray |
| 1979 | Norma Rae                           | Harriet Frank Jr. i Irving Ravetch   |

## Lata 80.
| Rok  | Film                           | Nominowani                                       |
| ---- | ------------------------------ | ------------------------------------------------ |
| 1980 | The Ninth Configuration        | William Peter Blatty §                           |
| 1980 | Człowiek słoń                  | Eric Bergren i Christopher De Vore               |
| 1980 | Zwyczajni ludzie               | Alvin Sargent ‡                                  |
| 1980 | Wściekły Byk                   | Mardik Martin i Paul Schrader                    |
| 1980 | Kaskader z przypadku           | Lawrence B. Marcus                               |
| 1981 | Nad Złotym Stawem              | Ernest Thompson ‡                                |
| 1981 | Bez złych intencji             | Kurt Luedtke                                     |
| 1981 | Cztery pory roku               | Alan Alda                                        |
| 1981 | Kochanica Francuza             | Harold Pinter                                    |
| 1981 | Czerwoni                       | Warren Beatty i Trevor Griffiths                 |
| 1982 | Gandhi                         | John Briley †                                    |
| 1982 | E.T.                           | Melissa Mathison                                 |
| 1982 | Zaginiony                      | Costa-Gavras i Donald E. Stewart ‡               |
| 1982 | Tootsie                        | Larry Gelbart i Murray Schisgal                  |
| 1982 | Werdykt                        | David Mamet                                      |
| 1983 | Czułe słówka                   | James L. Brooks ‡                                |
| 1983 | Wielki chłód                   | Barbara Benedek i Lawrence Kasdan                |
| 1983 | Garderobiany                   | Ronald Harwood                                   |
| 1983 | Edukacja Rity                  | Willy Russell                                    |
| 1983 | Reuben, Reuben                 | Julius J. Epstein                                |
| 1984 | Amadeusz                       | Peter Shaffer ‡                                  |
| 1984 | Pola śmierci                   | Bruce Robinson                                   |
| 1984 | Podróż do Indii                | David Lean                                       |
| 1984 | Miejsca w sercu                | Robert Benton †                                  |
| 1984 | Opowieści żołnierza            | Charles Fuller                                   |
| 1985 | Purpurowa róża z Kairu         | Woody Allen                                      |
| 1985 | Powrót do przyszłości          | Bob Gale i Robert Zemeckis                       |
| 1985 | Pożegnanie z Afryką            | Kurt Luedtke ‡                                   |
| 1985 | Honor Prizzich                 | Richard Condon i Janet Roach                     |
| 1985 | Świadek                        | William Kelley i Earl W. Wallace †               |
| 1986 | Misja                          | Robert Bolt §                                    |
| 1986 | Blue Velvet                    | David Lynch                                      |
| 1986 | Hannah i jej siostry           | Woody Allen †                                    |
| 1986 | Mona Lisa                      | Neil Jordan i David Leland                       |
| 1986 | Pluton                         | Oliver Stone                                     |
| 1987 | Ostatni cesarz                 | Bernardo Bertolucci, Mark Peploe i Enzo Ungari ‡ |
| 1987 | Telepasja                      | James L. Brooks                                  |
| 1987 | Nadzieja i chwała              | John Boorman                                     |
| 1987 | Dom gry                        | David Mamet                                      |
| 1987 | Wpływ księżyca                 | John Patrick Shanley †                           |
| 1988 | Stracone lata                  | Naomi Foner                                      |
| 1988 | Krzyk w ciemności              | Robert Caswell i Fred Schepisi                   |
| 1988 | Missisipi w ogniu              | Chris Gerolmo                                    |
| 1988 | Rain Man                       | Ronald Bass i Barry Morrow †                     |
| 1988 | Pracująca dziewczyna           | Kevin Wade                                       |
| 1989 | Urodzony 4 lipca               | Oliver Stone i Ron Kovic                         |
| 1989 | Stowarzyszenie Umarłych Poetów | Tom Schulman †                                   |
| 1989 | Rób, co należy                 | Spike Lee                                        |
| 1989 | Chwała                         | Kevin Jarre                                      |
| 1989 | Seks, kłamstwa i kasety wideo  | Steven Soderbergh                                |
| 1989 | Kiedy Harry poznał Sally       | Nora Ephron                                      |

## Lata 90.
| Rok  | Film                            | Nominowani                            |
| ---- | ------------------------------- | ------------------------------------- |
| 1990 | Tańczący z wilkami              | Michael Blake ‡                       |
| 1990 | Avalon                          | Barry Levinson                        |
| 1990 | Ojciec chrzestny III            | Francis Ford Coppola i Mario Puzo     |
| 1990 | Chłopcy z ferajny               | Nicholas Pileggi i Martin Scorsese    |
| 1990 | Druga prawda                    | Nicholas Kazan                        |
| 1991 | Thelma i Louise                 | Callie Khouri †                       |
| 1991 | Bugsy                           | James Toback                          |
| 1991 | Wielki Kanion                   | Lawrence Kasdan i Meg Kasdan          |
| 1991 | JFK                             | Zachary Sklar i Oliver Stone          |
| 1991 | Milczenie owiec                 | Ted Tally ‡                           |
| 1992 | Zapach kobiety                  | Bo Goldman                            |
| 1992 | Ludzie honoru                   | Aaron Sorkin                          |
| 1992 | Powrót do Howards End           | Ruth Prawer Jhabvala ‡                |
| 1992 | Gracz                           | Michael Tolkin                        |
| 1992 | Bez przebaczenia                | David Webb Peoples                    |
| 1993 | Lista Schindlera                | Steven Zaillian ‡                     |
| 1993 | Filadelfia                      | Ron Nyswaner                          |
| 1993 | Fortepian                       | Jane Campion †                        |
| 1993 | Okruchy dnia                    | Ruth Prawer Jhabvala                  |
| 1993 | Na skróty                       | Robert Altman i Frank Barhydt         |
| 1994 | Pulp Fiction                    | Quentin Tarantino †                   |
| 1994 | Forrest Gump                    | Eric Roth ‡                           |
| 1994 | Cztery wesela i pogrzeb         | Richard Curtis                        |
| 1994 | Quiz Show                       | Paul Attanasio                        |
| 1994 | Skazani na Shawshank            | Frank Darabont                        |
| 1995 | Rozważna i romantyczna          | Emma Thompson ‡                       |
| 1995 | Prezydent: Miłość w Białym Domu | Aaron Sorkin                          |
| 1995 | Braveheart. Waleczne serce      | Randall Wallace                       |
| 1995 | Przed egzekucją                 | Tim Robbins                           |
| 1995 | Dorwać małego                   | Scott Frank                           |
| 1995 | Symfonia życia                  | Patrick Sheane Duncan                 |
| 1996 | Skandalista Larry Flynt         | Scott Alexander i Larry Karaszewski § |
| 1996 | Angielski pacjent               | Anthony Minghella                     |
| 1996 | Fargo                           | Ethan i Joel Coen †                   |
| 1996 | Na granicy                      | John Sayles                           |
| 1996 | Blask                           | Jan Sardi                             |
| 1997 | Buntownik z wyboru              | Ben Affleck i Matt Damon †            |
| 1997 | Lepiej być nie może             | Mark Andrus i James L. Brooks         |
| 1997 | Tajemnice Los Angeles           | Curtis Hanson i Brian Helgeland ‡     |
| 1997 | Titanic                         | James Cameron                         |
| 1997 | Fakty i akty                    | Hilary Henkin i David Mamet           |
| 1998 | Zakochany Szekspir              | Marc Norman i Tom Stoppard †          |
| 1998 | Senator Bulworth                | Warren Beatty i Jeremy Pikser         |
| 1998 | Happiness                       | Todd Solondz                          |
| 1998 | Szeregowiec Ryan                | Robert Rodat                          |
| 1998 | Truman Show                     | Andrew Niccol                         |
| 1999 | American Beauty                 | Alan Ball †                           |
| 1999 | Być jak John Malkovich          | Charlie Kaufman                       |
| 1999 | Wbrew regułom                   | John Irving ‡                         |
| 1999 | Informator                      | Michael Mann i Eric Roth              |
| 1999 | Szósty zmysł                    | M. Night Shyamalan                    |

## Lata 2000–2009
| Rok  | Film                                | Nominowani                      |
| ---- | ----------------------------------- | ------------------------------- |
| 2000 | Traffic                             | Stephen Gaghan ‡                |
| 2000 | U progu sławy                       | Cameron Crowe †                 |
| 2000 | Zatrute pióro                       | Doug Wright                     |
| 2000 | Cudowni chłopcy                     | Steve Kloves                    |
| 2000 | Możesz na mnie liczyć               | Kenneth Lonergan                |
| 2001 | Piękny umysł                        | Akiva Goldsman ‡                |
| 2001 | Gosford Park                        | Julian Fellowes †               |
| 2001 | Człowiek, którego nie było          | Ethan i Joel Coen               |
| 2001 | Memento                             | Christopher Nolan               |
| 2001 | Mulholland Drive                    | David Lynch                     |
| 2002 | Schmidt                             | Alexander Payne i Jim Taylor §  |
| 2002 | Adaptacja                           | Charlie i Donald Kaufman        |
| 2002 | Chicago                             | Bill Condon                     |
| 2002 | Daleko od nieba                     | Todd Haynes                     |
| 2002 | Godziny                             | David Hare                      |
| 2003 | Między słowami                      | Sofia Coppola †                 |
| 2003 | Wzgórze nadziei                     | Anthony Minghella               |
| 2003 | Nasza Ameryka                       | Jim, Kirsten i Naomi Sheridan   |
| 2003 | To właśnie miłość                   | Richard Curtis                  |
| 2003 | Rzeka tajemnic                      | Brian Helgeland                 |
| 2004 | Bezdroża                            | Alexander Payne i Jim Taylor ‡  |
| 2004 | Aviator                             | John Logan                      |
| 2004 | Bliżej                              | Patrick Marber                  |
| 2004 | Zakochany bez pamięci               | Charlie Kaufman †               |
| 2004 | Marzyciel                           | David Magee                     |
| 2005 | Tajemnica Brokeback Mountain        | Larry McMurtry i Diana Ossana ‡ |
| 2005 | Miasto gniewu                       | Paul Haggis i Bobby Moresco †   |
| 2005 | Good Night and Good Luck            | George Clooney i Grant Heslov   |
| 2005 | Wszystko gra                        | Woody Allen                     |
| 2005 | Monachium                           | Tony Kushner i Eric Roth        |
| 2006 | Królowa                             | Peter Morgan                    |
| 2006 | Babel                               | Guillermo Arriaga               |
| 2006 | Infiltracja                         | William Monahan ‡               |
| 2006 | Małe dzieci                         | Todd Field i Tom Perrotta       |
| 2006 | Notatki o skandalu                  | Patrick Marber                  |
| 2007 | To nie jest kraj dla starych ludzi  | Ethan i Joel Coenowie ‡         |
| 2007 | Pokuta                              | Christopher Hampton             |
| 2007 | Wojna Charliego Wilsona             | Aaron Sorkin                    |
| 2007 | Motyl i skafander                   | Ronald Harwood                  |
| 2007 | Juno                                | Diablo Cody †                   |
| 2008 | Slumdog. Milioner z ulicy           | Simon Beaufoy ‡                 |
| 2008 | Ciekawy przypadek Benjamina Buttona | Eric Roth                       |
| 2008 | Wątpliwość                          | John Patrick Shanley            |
| 2008 | Frost/Nixon                         | Peter Morgan                    |
| 2008 | Lektor                              | David Hare                      |
| 2009 | W chmurach                          | Jason Reitman i Sheldon Turner  |
| 2009 | Dystrykt 9                          | Neill Blomkamp i Terri Tatchell |
| 2009 | The Hurt Locker. W pułapce wojny    | Mark Boal †                     |
| 2009 | Bękarty wojny                       | Quentin Tarantino               |
| 2009 | To skomplikowane                    | Nancy Meyers                    |

## Lata 2010–2019
| Rok  | Film                                | Nominowani                                                                             |
| ---- | ----------------------------------- | -------------------------------------------------------------------------------------- |
| 2010 | The Social Network                  | Aaron Sorkin ‡                                                                         |
| 2010 | 127 godzin                          | Simon Beaufoy i Danny Boyle                                                            |
| 2010 | Incepcja                            | Christopher Nolan                                                                      |
| 2010 | Wszystko w porządku                 | Stuart Blumberg i Lisa Cholodenko                                                      |
| 2010 | Jak zostać królem                   | David Seidler †                                                                        |
| 2011 | O północy w Paryżu                  | Woody Allen †                                                                          |
| 2011 | Artysta                             | Michel Hazanavicius                                                                    |
| 2011 | Spadkobiercy                        | Alexander Payne, Jim Rash i Nat Faxon ‡                                                |
| 2011 | Idy marcowe                         | George Clooney, Grant Heslov i Beau Willimon                                           |
| 2011 | Moneyball                           | Steven Zaillian i Aaron Sorkin                                                         |
| 2012 | Django                              | Quentin Tarantino †                                                                    |
| 2012 | Operacja Argo                       | Chris Terrio ‡                                                                         |
| 2012 | Lincoln                             | Tony Kushner                                                                           |
| 2012 | Poradnik pozytywnego myślenia       | David O. Russell                                                                       |
| 2012 | Wróg numer jeden                    | Mark Boal                                                                              |
| 2013 | Ona                                 | Spike Jonze                                                                            |
| 2013 | Zniewolony                          | John Ridley                                                                            |
| 2013 | American Hustle                     | Eric Warren Singer i David O. Russell                                                  |
| 2013 | Nebraska                            | Bob Nelson                                                                             |
| 2013 | Tajemnica Filomeny                  | Jeff Pope i Steve Coogan                                                               |
| 2014 | Birdman                             | Alejandro González Iñárritu, Nicolás Giacobone, Alexander Dinelaris Jr. i Armando Bó † |
| 2014 | Boyhood                             | Richard Linklater                                                                      |
| 2014 | Zaginiona dziewczyna                | Gillian Flynn                                                                          |
| 2014 | Grand Budapest Hotel                | Wes Anderson                                                                           |
| 2014 | Gra tajemnic                        | Graham Moore ‡                                                                         |
| 2015 | Steve Jobs                          | Aaron Sorkin §                                                                         |
| 2015 | Big Short                           | Charles Randolph i Adam McKay                                                          |
| 2015 | Nienawistna ósemka                  | Quentin Tarantino                                                                      |
| 2015 | Pokój                               | Emma Donoghue                                                                          |
| 2015 | Spotlight                           | Tom McCarthy i Josh Singer                                                             |
| 2016 | La La Land                          | Damien Chazelle                                                                        |
| 2016 | Moonlight                           | Barry Jenkins                                                                          |
| 2016 | Zwierzęta nocy                      | Tom Ford                                                                               |
| 2016 | Aż do piekła                        | Taylor Sheridan                                                                        |
| 2016 | Manchester by the Sea               | Kenneth Lonergan                                                                       |
| 2017 | Trzy billboardy za Ebbing, Missouri | Martin McDonagh                                                                        |
| 2017 | Kształt wody                        | Guillermo del Toro, Vanessa Taylor                                                     |
| 2017 | Lady Bird                           | Greta Gerwig                                                                           |
| 2017 | Czwarta władza                      | Josh Singer, Liz Hannah                                                                |
| 2017 | Gra o wszystko                      | Aaron Sorkin                                                                           |
| 2018 | Green Book                          | Nick Vallenlonga, Brian Currie, Peter Farrelly                                         |
| 2018 | Vice                                | Adam McKay                                                                             |
| 2018 | Roma                                | Alfonso Cuarón                                                                         |
| 2018 | Faworyta                            | Deborah Davis, Tony McNamara                                                           |
| 2018 | Gdyby ulica Beale umiała mówić      | Barry Jenkins                                                                          |
| 2019 | Pewnego razu... w Hollywood         | Quentin Tarantino                                                                      |
| 2019 | Parasite                            | Bong Joon-ho, Han Jin-won                                                              |
| 2019 | Historia małżeńska                  | Noah Baumbach                                                                          |
| 2019 | Irlandczyk                          | Steven Zaillian                                                                        |
| 2019 | Dwóch papieży                       | Anthony McCarten                                                                       |

## Lata 2020–2029
| Rok  | Film                        | Nominowani                          |
| ---- | --------------------------- | ----------------------------------- |
| 2020 | Proces Siódemki z Chicago   | Aaron Sorkin                        |
| 2020 | Obiecująca. Młoda. Kobieta. | Emerald Fennell                     |
| 2020 | Mank                        | Jack Fincher (pośmiertnie)          |
| 2020 | Ojciec                      | Florian Zeller, Christopher Hampton |
| 2020 | Nomadland                   | Chloé Zhao                          |
| 2021 | Belfast                     | Kenneth Branagh                     |
| 2021 | Licorice Pizza              | Paul Thomas Anderson                |
| 2021 | Psie pazury                 | Jane Campion                        |
| 2021 | Nie patrz w górę            | Adam McKay                          |
| 2021 | Lucy i Desi                 | Aaron Sorkin                        |